# Vero Moda
VERO MODA er en dansk butikskæde med repræsenteret i 45 lande og har over 1000[kilde mangler] butikker i Europa, der sælger tøj af samme navn. VERO MODA produceres af den jyske tøjkoncern Bestseller.
Mærket VERO MODA blev introduceret af Bestseller i 1987.[kilde mangler]
VERO MODA blev udviklet af Troels Holch Povlsen som et af Bestseller-familiens første brands, og i dag er det stadig det største indenfor koncernen[kilde mangler].
Gennem årene har topmodeller som Helena Christensen, Claudia Schiffer, Christy Turlington, Kate Moss, Gisele Bündchen og Alexa Chung været VERO MODAs ansigt og i dag er det den britiske model og skuespiller Poppy Delevingne, der repræsenterer brandet.